# David Eugene Edwards

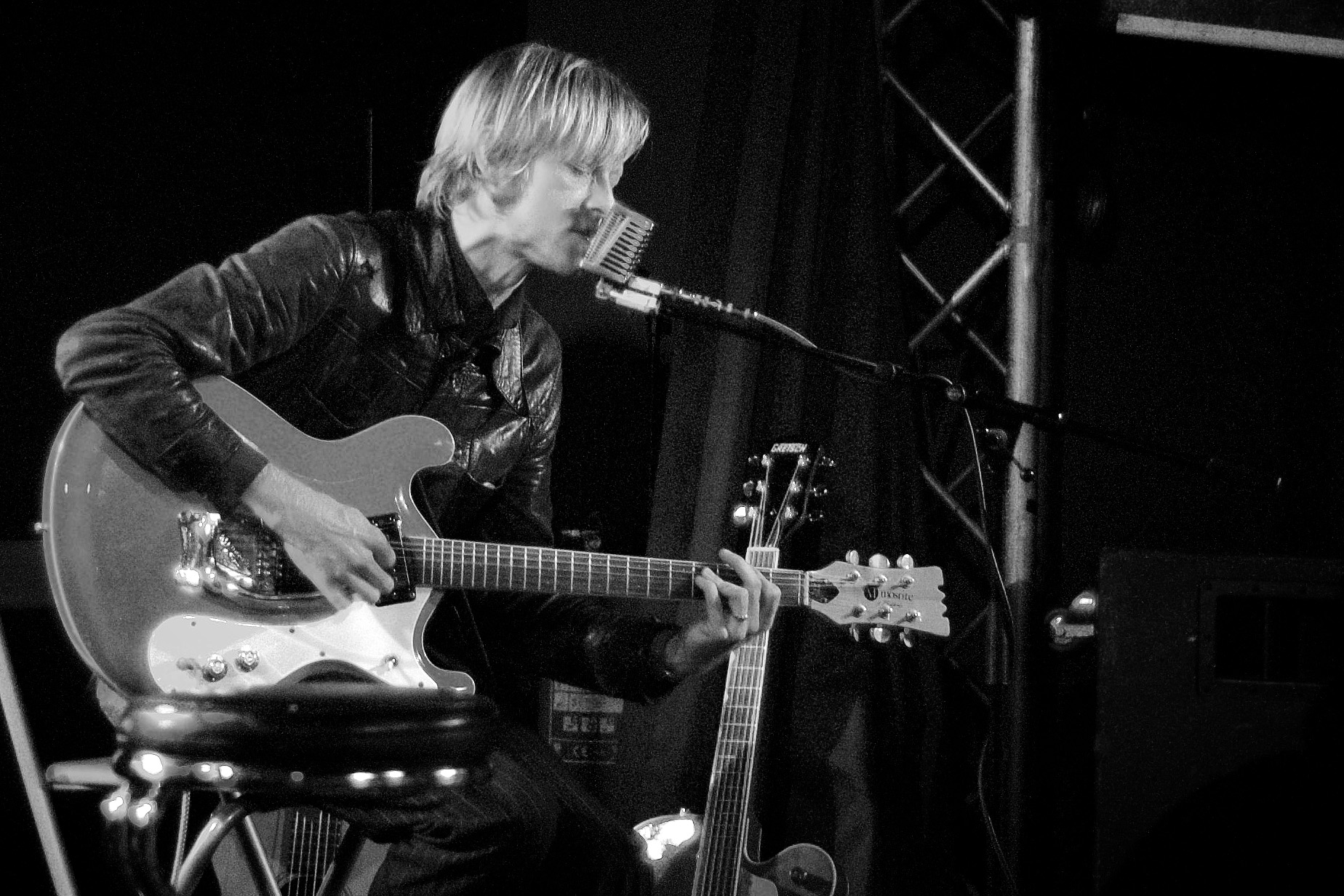
David Eugene Edwards, 2004.

David Eugene Edwards, född 1968 i Englewood, Colorado, är en amerikansk musiker. Under sin professionella karriär har han varit frontman i banden 16 Horsepower och Woven Hand. Namnet Woven Hand (eller ibland Wovenhand) kommer av två händer sammanflätade i bön.
Musiken är en blandning av country och folkrock. David Eugene Edwards mässar texterna med sin omisskännliga, lätt gnälliga och uttrycksfulla röst. Edwards har jämförts med Nick Cave, med vilken han också delar ett intresse för gammaltestamentliga texter.

## Diskografi

### Album
- 16 Horsepower:
  - Sackcloth 'n' Ashes (CD - 1995)
  - Low Estate (CD - 1997)
  - Secret South (CD/vinyl - 2000)
  - Hoarse (CD - 2000)
  - Folklore (CD/vinyl - 2002)
  - Olden (CD/vinyl - 2003)
- Woven Hand:
  - Woven Hand (2002)
  - Blush Music (2003)
  - Blush (Original Score) (2003)
  - Consider the Birds (2004)
  - Mosaic (2006)
  - Puur (2006)
  - Ten Stones (2008)
  - The Threshingfloor (2010)
  - The Laughing Stalk (2012)
  - Refractory Obdurate (2014)
  - Star Treatment (2016)